# Pelikan (firma)
Pelikan je původně německá firma vyrábějící plnicí pera a jiné psací, kancelářské a výtvarné potřeby. Původní společnost, která přišla s vynálezem nového způsobu plnění per pomocí pístu, byla založena roku 1838 v Hannoveru, později ale zbankrotovala a došlo k jejímu znovuzaložení. Pelikan Holding AG je nyní švýcarskou dceřinou společností Pelikan International.
Pozoruhodná historie Pelikanu začala s modelem „100“ a modifikovaným „100N“ (oběma plnicími pery), které odstartovaly jedinečný styl společnosti.
Pelikan je známým pro nedostatek inovací ve výrobě per, zachováváním tehdy inovativních metod a především stylu dřívější zakladatelské společnosti. Nové řady znovuvydávaných per se od původních odchylují vlastně velmi málo, s výjimkou velikostí a barev. Pelikan také stále vyrábí mnoho per, na něž využívá acetát celulózy namísto modernějších plastů, které používá většina ostatních významných výrobců plnicích per.
Vyrábí také začátečnická plnicí pera a plnicí pera pro žáky, například „Pelikano“ nebo „Future“. V roce 2009 Pelikan zahájil program Learn to Write, který začíná voskovými pastelkami a pokračuje až k plnicím perům s pravostrannými a levostrannými úchopy. Dále vyrábí i několik druhů inkoustu pro použití v plnicích perech a redisperech.